# Grace Moloney
Grace Maria Moloney (* 1. März 1993 in Slough, England) ist eine irisch-englische Fußballtorhüterin.

## Karriere

### Vereine
In ihrer Jugend spielte sie nebst Reading auch eine Zeit lang bei QPR. Ab 2009 gehörte sie dann aber mit zum Kader von Reading, erst noch in der alten National League Premier Division und später dann in der nun nur noch zweitklassigen FA Women’s Premier League National Division. In der Saison 2015 gewann sie mit ihrer Mannschaft dann die WSL 2 und unterschrieb bei ihrem Klub zur Folgesaison dann einen professionellen Vertrag. In dieser Spielzeit war sie nun aber nach der Verpflichtung von Mary Earps nicht mehr gesetzt und wechselte auf Leihbasis im Mai für den Rest der Spielzeit zu Aston Villa.
Obwohl sie überlegte Reading komplett zu verlassen, blieb sie bei ihrem Klub, auch wenn dies für sie erst einmal nur die Bank bedeutete. Nach dem Weggang von Earps nahm sie dann aber auch den Platz der Stammtorhüterin ein und hütete so in der Super-League-Saison 2018/19 in allen zwanzig Partien den Kasten. Den Status der Stammtorhüterin behält sie für sich bis heute bei.

### Nationalmannschaft
Nachdem sie mit der irischen U17 an der Europameisterschaft 2010 (wo sie im Halbfinale und Finale eingesetzt wurde) und der Weltmeisterschaft 2010 teilgenommen hatte, kam sie auch in der U19 in einigen Qualifikationsspielen zum Einsatz, konnte sich mit ihrem Team aber nicht für eine Turnierendrunde qualifizieren.
Für die A-Nationalmannschaft debütierte sie dann im Jahr 2016. Sie war schon Teil der Mannschaften bei einigen Partien ab dem Jahr 2010, erhielt bis dahin aber nie einen Einsatz. Theoretisch hatte sie am 5. Mai 2014 schon ihren ersten Einsatz gegen die Auswahl des Baskenlands, wo sie zur Halbzeit eingewechselt wurde. Jedoch zählt dies nicht als offizielles Länderspiel. Ihr richtiges Debüt machte sie dann im März 2016 bei einer 0:2-Niederlage im ersten Spiel der Mannschaft beim Zypern-Cup 2016.
Ihr erster bekannter Einsatz war der 3:0-Sieg über Montenegro in der Qualifikation für die Europameisterschaft 2022. Danach kam sie auch noch bei weiteren Freundschaftsspielen zum Einsatz, wurde dann vom neuen Trainer Colin Bell als zu klein empfunden, welche nun auf Marie Hourihan als langfristige Lösung setze. So kam sie dann in den folgenden Jahren nur noch spärlich zum Einsatz.
Dies änderte sich aber mit dem Trainerwechsel hin zu Vera Pauw, welche sie im letzten Qualifikationsspiel für die Europameisterschaft 2022 gegen Deutschland einsetzte. Trotz der 1:3-Niederlage in der Partie, hob sie aber ihre Leistung hervor. So kam sie dann auch noch kurze Zeit später bei ein paar Freundschaftsspielen zum Einsatz. Die Qualifikation zur Weltmeisterschaft 2023 lief aber ohne einen Einsatz von ihr ab. Am 9. Juni 2023 wurde dann bekannt gegeben, dass sie mit zum vorläufigen Kader für die WM-Endrunde dazu gehört. Am 28. Juni 2023 wurde sie für den finalen Kader nominiert.